# Kesambi (Mejobo)
Kesambi is een bestuurslaag in het regentschap Kudus van de provincie Midden-Java, Indonesië. Kesambi telt 7510 inwoners (volkstelling 2010).